# British Shorts
Das Lichtspielklub-Kurzfilmfestival ‚British Shorts‘, zumeist medial als British Shorts dargestellt, ist ein seit 2009 jährlich stattfindendes deutsches Kurzfilmfestival in Berlin. Es gilt als größtes europäisches Kurzfilmfest mit überwiegend britischen und irischen Kurzfilmen außerhalb des Vereinigten Königreichs.

## Geschichte
Entstanden ist das Kurzfilmfestival im Jahr 2006 in einem studentischen Filmclub in Berlin, wo eine Gründungsbeteiligte im Auslandssemester den Import von damals vorwiegend studentischen Filmarbeiten aus dem Umfeld der University of Bedfordshire in Luton organisierte. Das erste Kurzfilmfestival fand vom 17. bis 19. Januar 2007 im Moviemento Kino in Berlin-Kreuzberg statt. Dies erste Festival lief einmalig noch unter dem Namen: English Shorts 1. Lichtspielklub Kurzfilmfestival. Die zweite Ausgabe fand aus organisatorischen Gründen erst Mitte Januar 2009 statt, dafür aber an zwei größeren Spielstätten, Sputnik Kino und Schaubühne am Halleschen Ufer. Außerdem gab es einmalig einen zeitlich direkt anschließenden namensgleichen Ableger in Budapest, an den die Filme kurzerhand weitergereicht worden waren.
Im Lauf der nächsten Jahre verlängerte sich die Festivaldauer auf die seit 2015 bis gegenwärtig (Stand 2023) erreichten sieben Tage. Von Anfang an gab es einen mehrtägigen Filmer-Workshop, dessen Ergebnisse im Programm gezeigt wurden. Seit 2012 gibt es sowohl einen Publikumspreis als auch einen Jurypreis für den Besten Kurzfilm. In der vierköpfigen Jury saßen 2023 zum Beispiel der Regisseur Adrian Figueroa und die Filmproduzentin Mariam Shatberashvili.
Die beteiligten Kino-Spielstätten wechselten teilweise, ab 2015 waren es vier, 2020 sogar sechs, 2023 wieder vier. Im Coronajahr 2021 wichen die Organisatoren vom Januar in den August aus. Es gibt regelmäßig ein Rahmenprogramm mit begleitendem kleinen Live-Konzertauftritt, Fotoausstellung im Kino Sputnik, sowie den Festival-Workshop mit 48-Stunden-Filmprojekt. Das Festival bescherte den Nach-Corona-Effekt eines Publikumsschwunds. Den unter finanziellen Problemen leidenden Berliner Programmkinos bringt das Festival nun wieder volle Kinosäle und zieht Publikum an, das vorher eher nicht in Filmkunstkinos gekommen ist. Das Filmprogramm umfasste im Januar 2023 laut Programm-PDF rund 150 Kurzfilmbeiträge.
An Filmgenres ist die vollständige Bandbreite vertreten: Filmdrama, Dokumentarfilm, Animationsfilm, Horror, Comedy, Experimental-Film, Musikvideos, Coming of Age und sämtliche Mischformen daraus. Neben neuen Filmen gibt es auch Retrospektiven, so 2023 zum britischen Kino-Vorfilm der 1960er bis in die 1980er Jahre, damals aufgeblüht durch die Eady-Levy-Tax und weitere staatliche Wirtschaftsfördergelder. Nur für British and Irish Langfilme werden hier nicht gezeigt, denn diese werden seit 2000 vom Berliner Filmfestival Britspotting vorgestellt.
Feste Kooperationspartner des Kurzfilmfestivals British Shorts sind laut Webpräsenz (Stand 2023) die vier Berliner Programmkinos Kino Sputnik am Südstern in Kreuzberg, das City Kino Wedding, das Kino Zukunft in Friedrichshain, das Acudkino in Berlin-Mitte. Über Medienpartnerschaften spart das Festival sich mittels Freikartenverlosungen teure Werbeanzeigen und hält die Eintrittspreise kommode.

## Belege
1. ↑  Volles Kino, kurze Filme: Die British Shorts in Berlin, deutschlandfunk.de vom 23. Januar 2023, abgerufen am 24. Januar 2023.
2. ↑  History of British Shorts, britishshorts.de, abgerufen am 24. Januar 2023.
3. ↑  Kinoverband: Besucherzahlen 2022 trotz deutlichem Anstieg noch geringer als 2019, swr.de/swr2 vom 13. Januar 2023, abgerufen am 24. Januar 2023.
4. ↑  Wo bleibt das Publikum?, faz.net vom 27. Mai 2022, abgerufen am 24. Januar 2023.
5. ↑  Inhaltliches zu den Filmen des 16. ‚British Shorts‘, berliner-filmfestivals.de vom 16. Januar 2023, abgerufen am 24. Januar 2023.
6. ↑  Acud Kino, Intimes, Sputnik,City Kino Wedding – British Shorts Film Festival 2023, indiekino.de, abgerufen am 24. Januar 2023
7. ↑  Kooperationen: British Shorts Film Festival 2023, Wayback zum Berliner Radio FluxFM, abgerufen am 24. Januar 2023.